# Сант-Антонио-деи-Портогези
Сант-Анто́нио-ин-Ка́мпо-Ма́рцио (итал. Sant'Antonio in Campo Marzio) или Сант-Анто́нио-деи-Портоге́зи (итал. Sant'Antonio dei Portoghesi) — титулярная церковь в Риме. Построена в стиле барокко, освящена в честь Святого Антония Падуанского.

## История
Национальная церковь для проживавших в Риме португальцев была построена Мартино Лонги Младшим (1638), Карло Райнальди (1657) и в конце концов Кристофоро Шором (1697) на месте старого храма, построенного здесь в XV веке португальским кардиналом Антонио Мартинсом де Чавесом. Ребристый купол (1674—1676) был сооружён по проекту Райнальди.

## Описание
Потолок заштукатурен Помпео Джентиле и покрыт фресками Сальваторе Нобили. В первой капелле находится неоклассический монумент Александру Соузу Гольштейну, созданный Антонио Кановой в 1806 году; вторую капеллу украшает фреска «Крещение Христа» Джачинто Каландруччи, а в третьей капелле находится «Обрезание Иоанна Крестителя» работы Николя Лоррена. Вторая картина в капелле также выполнена Каландруччи.
В главном алтаре находится образ «Явления Девы Марии». В другой капелле установлен погребальный монумент послу Мануэлю Перейра де Сампайо работы скульптора Пьетро Браччи 1750 года. Во второй капелле хранятся три работы Лоррена: «Рождество», «Поклонение волхвов» и «Бегство в Египет». В первой капелле слева находится запрестольный образ «Мадонна с Младенцем, святым Антонием Падуанским и святым Франциском» Антониаццо Романо.

## Титулярная церковь
Церковь Святого Антония Падуанского на Кампо-Марцио является титулярной церковью, кардиналом-священником с титулом церкви Святого Антония Падуанского на Кампо-Марцио с 14 февраля 2015 года является португальский кардинал Мануэл Жозе Макариу ду Нашсименту Клементи.